# E-talons
«E-talons» (с латыш. — «э-талон») — единый электронный билет, используемый для оплаты проезда в общественном транспорте города Риги (Латвия).

## История
К началу 2007 года была разработана и утверждена модель электронного билета. В том же 2007 году был выбран партнёр по сотрудничеству — американская компания ACS Affiliated Computer Services, Inc. Электронные системы проезда этой компании хорошо зарекомендовали себя в Париже, Лионе, Тулузе, Варшаве, Цюрихе, Хьюстоне, Монреале и Мельбурне.
Практическое внедрение системы «E-talons» на общественном транспорте Риги началось с 1 марта 2009 года, а с  1 мая 2009 года E-talons полностью заменил собой прежнюю систему оплаты. При этом тариф был оставлен неизменным — 0,40 латов за одну поездку. В последующем стоимость поездки неоднократно повышалась.
На внедрение E-talons было потрачено в общей сложности 14 миллионов латов, и каждый год для поддержки этой платёжной системы требовалось порядка 5,5 миллиона латов. Электронный билет можно приобрести и пополнить в более чем 300 торговых точках по всей Риге.
С 1 октября 2013 года электронным билетом можно было также оплачивать проезд на пригородных поездах в черте города Риги (от центрального вокзала до станций Вецаки, Югла, Дарзини, Баложи и Бабите.

## Стоимость проезда
Ассортимент билетов и цен с 31.12.2022:
Временной билет
| Вид билета             | Цена (EUR) |
| ---------------------- | ---------- |
| 1 билет на 90 минут    | 1,50       |
| 2 билета на 90 минут   | 3,00       |
| 10 билетов на 90 минут | 15,00      |

Дневной билет
| Вид билета       | Цена (EUR) |
| ---------------- | ---------- |
| Билет на 24 часа | 5,00       |
| Билет на 3 дня   | 8,00       |
| Билет на 5 дней  | 10,00      |

Проездной билет
| Вид билета                                                               | Цена (EUR) |
| ------------------------------------------------------------------------ | ---------- |
| Проездной на месяц                                                       | 30,00      |
| Проездной на месяц (пассажирам, которым предусмотрена скидка на проезд*) | 15,00      |

*для воспитателей, технических работников учебных заведений, социальных работников учреждений, подведомственных Департаменту благосостояния Рижской думы и лиц, вовлеченных в лечебный процесс, студентов, многодетных родителей.

## Разновидность

### Жёлтый E-talons
Временный (для одного или группы из нескольких лиц) билет, изготовленный из картона. Можно купить в киосках «Narvesen», «Preses apvienība», рижских отделениях «Latvijas Pasts», в местах продажи билетов «Rīgas satiksme».

### Персонифицированный E-talons
Персонифицированный многоразовый билет, представляющий собой пластиковую карту, которая может быть привязана только к одному пользователю. Содержит личные данные и фотографию клиента. Срок годности составляет 10 лет.

### Неперсонифицированный E-talons
Электронный билет, представляющий собой пластиковую карту, который может использоваться несколькими пользователями сразу. Срок годности 10 лет. Пополнить данную карту можно в билетных автоматах, киосках «Narvesen», рижских отделениях «Latvijas Pasts», в местах продажи билетов «Rīgas satiksme».

### Карта рижанина
Персонифицированный электронный билет, представляющий собой пластиковую карту, которой может пользоваться только одно лицо. Данную карту могут получить лица, декларировавшие своё место жительства в Риге или лица, у которых в Риге есть имущество. Также содержит фотографию и личные данные клиента. Срок годности 10 лет. Пополнять карту можно в билетных автоматах, киосках «Narvesen», «Preses apvienība», рижских отделениях «Latvijas Pasts», в местах продажи билетов «Rīgas satiksme» и в Интернете.

### Э-карта школьника
Удостоверение учащегося общеобразовательного учебного заведения Рижского городского самоуправления. Предоставляется лицам, которые осваивают учебную программу в общеобразовательном учреждении Рижского городского самоуправления. Проезд по данной карте бесплатен (за исключением проезда в минибусах). Срок действия указан на карте или заканчивается, когда школьник завершает учебу.

### Э-карта ISIC
Предоставляется студентам или школьникам, обучающимся в образовательных учреждениях на территории Риги. Срок действия составляет 1 год. На э-карту ISIC можно загрузить билеты на определенное число поездок (для проезда в минибусах) — их можно приобрести в билетных автоматах, киосках «Narvesen», рижских отделениях «Latvijas Pasts», в местах продажи билетов «Rīgas satiksme» и в Интернете.